# Fendley-Gletscher
Der Fendley-Gletscher ist ein 27 km langer Gletscher an der Pennell-Küste des ostantarktischen Viktorialands. von den Admiralitätsbergen fließt er  in nordöstlicher Richtung zwischen dem Mount Cherry-Garrard und den Atkinson-Kliffs zur Somow-See.
Der United States Geological Survey kartierte ihn anhand geodätischer Vermessungen und mithilfe von Luftaufnahmen der United States Navy von 1960 bis 1963. Das Advisory Committee on Antarctic Names benannte den Gletscher 1964 nach dem technischen Offizier Iman A. Fendley von der United States Air Force, der am 15. Oktober 1958 gemeinsam mit fünf weiteren Besatzungsmitgliedern beim Absturz einer Douglas C-124 Globemaster II am Kap Roget im Rahmen einer Operation Deep Freeze ums Leben gekommen war.